# سفره ماغنوس أمير النرويج
سفرّه ماغنوس أمير النرويج (Prince Sverre Magnus of Norway) (ولد في 3 ديسمبر 2005) هو الطفل الأصغر لولي العهد الأمير هاكون وزوجته ميته ماريت ولية عهد النرويج. وهو الثالث في ترتيب ولاية العهد بعد والده الأمير هاكون وأخته الأميرة إنغريد ألكسندرا.

## روابط خارجية
- سفره ماغنوس أمير النرويج على موقع IMDb (الإنجليزية)